# 財訊傳媒
財訊傳媒集團有限公司，簡稱財訊傳媒集團及財訊傳媒（英語：SEEC Media Group Limited；港交所：0205），在2003年7月18日，由國基資訊科技集團有限公司更名而來，在中國提供廣告代理服務及分銷書籍及雜誌。該公司在2016年1月的市值大約為7億元。
股份自1993年7月25日在香港交易所主板上市，廠房曾位於深圳地區。
董事會主席為王波明（1958年4月23日-），總裁為章知方，總部位於香港皇后大道中183號新紀元廣場中遠大廈3203室。旗下媒体包括《財經》、和讯网、《證券市場週刊》《證券市場红週刊》、《地產》、《中國汽車畫報》、《動感駕馭》、《明星時代》、《東方壹周》及《成功營銷》。

## 外部連結
- SEEC-Media.com.hk （页面存档备份，存于）